# Brokdorf-Beschluss
Der Brokdorf-Beschluss ist eine Grundsatzentscheidung des Bundesverfassungsgerichts zum Versammlungsrecht von 1985.
Darin befasste sich das Bundesverfassungsgericht erstmals eingehend mit der Versammlungsfreiheit.

## Hintergrund
Während der Planungs- und Bauphase des Kernkraftwerks Brokdorf fanden seit Mai 1976 Demonstrationen statt, die teilweise gewaltsam verliefen.
Bei der Großdemonstration bei Brokdorf am 28. Februar 1981 versammelten sich weit mehr als 50.000 Bürger und demonstrierten größtenteils friedlich gegen den Bau. Die juristische Auseinandersetzung im Vorfeld endete letztinstanzlich mit einem Verbot dieser Großdemonstration. Das Bundesverfassungsgericht entschied im Mai 1985 über die dagegen eingelegte Verfassungsbeschwerde der Veranstalter.

## Sachverhalt
Am 14. Februar beschlossen die Bürgerinitiativen, am 28. Februar eine Großdemonstration durchzuführen, und riefen öffentlich zur Beteiligung auf.
Nachdem am 21. die Details geplant waren, sollte die Demonstration am nächsten Werktag, dem 23. Februar 1981 offiziell angemeldet werden.
An diesem Tag erließ der Landrat des Kreises Steinburg eine Allgemeinverfügung, durch die im Zeitraum vom 27. Februar bis zum 1. März 1981 alle gegen das Kernkraftwerk gerichteten Demonstrationen am Baugelände und dem umliegenden Gebiet der Wilstermarsch verboten wurde. Gleichzeitig ordnete der Landrat die sofortige Vollziehung der Allgemeinverfügung an.
Das Demonstrationsverbot wurde damit begründet, dass entgegen der gesetzlichen Regelung des § 14 Versammlungsgesetz bisher keine Anmeldung erfolgt sei.
Selbst wenn die Demonstration bereits angemeldet gewesen wäre, hätte sie aber untersagt werden müssen, da es zu unfriedlichen Aktionen kommen werde.
Gestützt wurde diese Aussage auf Zeitungsberichte, Angaben in Flugblättern verschiedener Gruppierungen und Erfahrungen bei anderen Demonstrationen.
Gegen diese Allgemeinverfügung legten die Veranstalter der Demonstrationen Widerspruch ein, über den der Landrat jedoch zunächst nicht entschied (er wies den Widerspruch erst im Sommer des Jahres zurück).
Das Schleswig-Holsteinische Verwaltungsgericht ordnete auf Antrag der Beschwerdeführer am 27. Februar 1981 die teilweise Wiederherstellung der aufschiebenden Wirkung der Widersprüche dahingehend an, dass das Verbot nicht das gesamte Gebiet betreffe.
Hiergegen erhoben der Landrat und andere Beteiligte Beschwerde vor dem Oberverwaltungsgericht für die Länder Niedersachsen und Schleswig-Holstein, welches in der Nacht zum 28. Februar 1981 die erstinstanzlichen Entscheidungen durch Beschlüsse dahingehend abänderte, dass die Anträge auf Wiederherstellung der aufschiebenden Wirkung in vollem Umfang zurückgewiesen wurden.
In seiner Begründung führte es aus, dass eine Gefahr bestünde und keine Ermessensfehler seitens des Landrats zu erkennen seien.
Auch sei fraglich, ob eine nicht angemeldete Versammlung den Schutz des Art. 8 GG genießen könne, dessen Garantie durch die versammlungsrechtlich vorgesehene Anmeldepflicht eingeschränkt sei.
Noch in derselben Nacht legten die Beschwerdeführer gegen dieses Urteil Verfassungsbeschwerde ein.
Gleichzeitig stellten die Veranstalter beim Bundesverfassungsgericht einen Antrag auf Erlass einer einstweiligen Anordnung, der erfolglos blieb.
Gleichwohl fand die Demonstration unter Beteiligung von weit mehr als 50.000 Bürgern statt.
Über die Beschwerden beim Bundesverfassungsgericht, die vom Hamburger Rechtsanwalt Klaus Sojka für ein Vorstandsmitglied des Weltbund zum Schutz des Lebens e. V. und vom Bundesverband Bürgerinitiativen Umweltschutz eingereicht worden waren, wurde im Mai 1985 entschieden.

## Der Beschluss des Bundesverfassungsgerichts

### Verfassungskonforme Auslegung der Anmeldepflicht für Versammlungen
In seinem Beschluss in der Hauptsache legte das Bundesverfassungsgericht dar, dass die nach dem Versammlungsgesetz bestehende Anmeldepflicht für Versammlungen unter freiem Himmel den verfassungsrechtlichen Anforderungen bei verfassungskonformer Auslegung genügt.
Die Vorschriften seien dahingehend auszulegen, dass bei Demonstrationen, die sich aus einem aktuellen Anlass augenblicklich bilden (Spontandemonstrationen), keine Anmeldepflicht bestehe.
Damit bestätigte das Gericht die diesbezügliche Rechtsprechung des Bundesverwaltungsgerichtes und die herrschende Ansicht in der Literatur.
Zudem könne auch sonst das Verbot oder die Auflösung einer Versammlung nicht allein auf die Verletzung der Anmeldepflicht gestützt werden.
Für beides spreche der Wortlaut des Art. 8 Abs. 1 GG, der die Versammlungsfreiheit „ohne Anmeldung oder Erlaubnis“ gewähre.
Keine Ausnahme von der Anmeldepflicht sei bei von zahlreichen Trägerorganisationen veranstalteten Großdemonstrationen geboten.
Allerdings sei es den Anmeldern hier nicht immer zuzumuten, eine Gesamtverantwortlichkeit für die Demonstration zu übernehmen.

### Kooperation zwischen Veranstaltern und Behörden
Die Schwelle für ein behördliches Eingreifen in Demonstrationen zum Schutz von Sicherheit und Ordnung sei umso höher, je mehr die Veranstalter von Demonstrationen vertrauensbildende Maßnahmen unternehmen oder zur Kooperation mit den zuständigen Behörden bereit seien.
Es sei Pflicht der Behörden, ihrerseits versammlungsfreundlich zu verfahren und zum Zustandekommen einer Kooperation beizutragen.
Für Großdemonstrationen seien bei der Anwendung des Versammlungsrechts die Erfahrungen mit der friedlichen Durchführung solcher Versammlungen zu nutzen.
Als positive Beispiele nennt das Gericht ausdrücklich den Gorleben-Treck 1979, die Bonner Friedensdemonstration 1981 und die Menschenkette von Stuttgart nach Neu-Ulm 1983.

### Schutz der Versammlungsfreiheit friedfertiger Teilnehmer
Die Versammlungsfreiheit friedfertiger Demonstrationsteilnehmer bleibe auch dann erhalten, wenn mit Ausschreitungen Einzelner oder einer Minderheit zu rechnen ist.
Ein Verbot komme erst dann in Betracht, wenn eine Demonstration im Ganzen einen unfriedlichen Verlauf nimmt oder der Veranstalter einen solchen Verlauf anstrebt oder billigt; auch hier seien jedoch seitens der Behörden zunächst alle Mittel auszuschöpfen, die den friedlichen Demonstranten eine Grundrechtsverwirklichung ermöglichen.

### Anforderungen an die Gefahrenprognose bei Verboten
Da anders als im allgemeinen Polizeirecht Verbote und Auflösungen von Versammlungen erst bei unmittelbarer Gefährdung der öffentlichen Sicherheit oder Ordnung ergehen könnten, seien strenge Anforderungen an die anzustellende Gefahrenprognose zu erfüllen.
Verdacht oder Vermutungen reichten nicht aus, vielmehr müsse die Prognose auf konkreten Tatsachen, Sachverhalten und sonstigen Einzelheiten beruhen.

### Definition der Versammlung
Da sich das Bundesverfassungsgericht erstmals ausführlich mit der Versammlungsfreiheit befasste, definierte es erstmals auch, was eine Versammlung sei. Dies geschah im Wesentlichen dadurch, dass es eine durch Art. 8 GG geschützte Versammlung als einen „Ausdruck gemeinschaftlicher, auf Kommunikation angelegter Entfaltung“ sah. Darin liege der „Unterschied zu bloßen Ansammlungen oder Volksbelustigungen“. In späteren Definitionen wurde dies weiter verengt, als das Bundesverfassungsgericht dann zusätzlich das „Ziel der Teilhabe an der öffentlichen Meinungsbildung“ verlangte.